# Gådeå
Gådeå – miejscowość (småort) w Szwecji w gminie Härnösand w regionie Västernorrland. Około 69 mieszkańców.